# Камила Мартели
Камила Мартели (на италиански: Camilla Martelli; 1545, Флоренция, Флорентинско херцогство; 30 май 1590, Велико херцогство Тоскана) е метреса и впоследствие морганатична съпруга на великия херцог на Тоскана Козимо I де Медичи.

## Произход
Родена в едно от най-важните семейства на флорентинския патрициат – Мартели, тя е дъщеря на Антонио Мартели и на втората му съпруга Фиамета Содерини. По бащина линия е внучка на Доменико Мартели и Фиорета Пити, а по майчина – на пфалцграф Николо Содерини и първата му съпруга Мадалена Риказоли. Предците ѝ принадлежат към знатни патрициански семейства, но семейството ѝ не е богато. То притежава няколко имения в околностите на Пиза, които баща ѝ наследява от внезапно починалия си брат.

## Биография

### Ранни години и връзка с Козимо I
Родителите ѝ поверяват нейното отглеждане и образование на августинските монахини в манастира „Света Моника“ във Флоренция, които така и не успяват да я научат да пише правилно.
Възхвалявана за красотата си, тя става, след смъртта на първата му съпруга Елеонора ди Толедо и след загубата на интерес към метресата му Елеонора дели Албици, метреса на херцог Козимо I де Медичи, въпреки че е с 26 години по-млада от него. Камила е жената, която застава до първия велик херцог на Тоскана в средните му години, когато, болен и страдащ от сериозен инсулт, той се оттегля във вилата в Кастело, абдикирайки в полза на сина му Франческо I. Козимо I подава оставка от управлението на херцогството през май 1564 г., запазвайки само титлата си. Неговият син Франческо ръководи държавните дела. Семейството на Камила е доволно от позицията ѝ в двора, което обаче не може да се каже за роднините на херцога. На Камила постоянно се противопоставят децата от първия брак на Козимо, особено Франческо.
На 28 май 1568 г. Камила ражда дъщеря от херцога на име Вирджиния. Веднага след раждането момиченцето ѝ е отнето и е поверено на грижите на първия шамбелан на херцога, който го представя на всички като своя племенница.

### Брак
На преговорите в Рим с папа Пий V за присъждане на титлата на велик херцог на Козимо и на неговите наследници понтифексът настоява той да прекъсне връзката си с Камила. Когато херцогът отказва, е помолен да се ожени за нея. На 29 март 1570 г. във Флоренция, в присъствието на бащата на булката и изповедника на младоженеца, се състои сватбената церемония на Козимо I и Камила. Бракът е морганатичен. Камила, въпреки благородническия си произход, след като става съпруга на Великия херцог, не получава правата върху неговия статут и титли. Така Козимо постига компромис с императора на Свещената Римска империя, който се противопоставя на този брак. Самият херцог в писмо до сина си Франческо обяснява решението си да се ожени повторно само с разкаяние и обещава да защити правата на наследство на децата от първата си съпруга. Бракът на Козимо с Камила не среща разбиране сред роднините му. Почти всички във Флоренция смятат брака за грешка, причината за която се обяснява със старческото помътняване на ума на Великия херцог. Козимо, в отговор на оплакванията на сина си Франческо I, написва много красноречива бележка: „Аз съм частно лице и взех за жена си флорентинка от добро семейство“, което означава, че той вече не е велик херцог и е свободен в избора си. Дъщеря им Вирджиния обаче е легитимирана и интегрирана в линията на наследяване.
След сватбата Камила почти не се появява в двора в двореца Пити. Тя живее със съпруга си във вилата в Кастело и в тази в Поджо а Каяно. Двойката прекарва зимата в Пиза, където води обикновен живот, заобиколен от няколко слуги. Камила е основният обект на горчивите разногласия между Козимо и децата му в средните му години. Тя не буди симпатия с показния си лукс, който изглежда вулгарен в сравнение с недостижимата класа на покойната Елеонора ди Толедо. Великият херцог, за да не предизвика скандал, я държи в усамотение и забранява присъствието ѝ на официални партита и тържества.
След като става съпруга на Козимо I, Камила започва да го моли за привилегии за своите роднини. Благодарение на усилията ѝ през 1571 г. баща ѝ е издигнат в рицар на Ордена на Свети Стефан и е освободен от данъци. Камила помага на овдовялата си по-голяма сестра Мария да си уреди зестра, което ѝ позволява да се омъжи повторно. През декември 1571 г. с лични средства Камила купува вилата „Льо Браке“, чиято територия е значително разширена през следващите години, изкупувайки съседните земи. Козимо често прави подаръци на младата си съпруга, включително скъпоценни камъни, бижута и дори мелница. Той легитимира дъщеря им Вирджиния, която получава титлата на принцеса и оттогава живее с тях.
През 1572 г. здравето на Козимо се влошава, последвано от поведението на Камила. Тя започва да изисква още повече подаръци от съпруга си под формата на бижута и скъпи дрехи. Начинът на живот на младата мащеха окончателно настройва децата на Великия херцог от първия му брак срещу нея. През февруари 1574 г. Франческо подписва указ, в който забранява да изпълнява исканията на баща му по отношение на Камила и нейната дъщеря. Той изпраща секретар в Пиза с инструкции да следи за здравето на Великия херцог. В докладите си до престолонаследника секретарят пише за арогантното отношение на Камила към придворните. Освен Франческо I тя силно дразни съпругата му Йохана Австрийска и метресата му Бианка Капело.
През януари 1573 г. Козимо I получава инсулт, който води до частична парализа и го лишава от способността да говори и чува. Великият херцог е транспортиран до Флоренция и положен в залите в двореца Пити. Камила прекарва последните месеци от живота на съпруга си до него.

### Вдовство и смърт
На 21 април 1574 г., веднага след смъртта на Козимо I, по заповед на сина му Франческо I Камила, заедно със слугите и дамите от нейния антураж, е поставена под надзора на бенедиктинските монахини в манастира на Мурате във Флоренция. Условията за пребиваване в манастир със строги правила изглеждат трудни за вдовицата и тя, чрез баща си, моли Франческо I да я премести на по-удобно място. Само по молба на самите монахини, които не искат да споделят манастира с Камила заради нейните оплаквания, изблици на гняв и откровена истерия, новият велик херцог нарежда да я преместят в манастира на Света Моника – същия, в който тя прекарва детството си. На 10 август 1574 г. Камила най-накрая успява да се премести при монахините августинки. Забранено ѝ е да напуска манастира без разрешението на Великия херцог. Монахините обаче не попречват на Камила да посреща посетителите си. Вдовицата многократно е посещавана в манастира от пратеника на Алфонсо II д’Есте, херцог на Ферара, Модена и Реджо, който преговаря за брака на престолонаследника Чезаре с дъщерята на Камила. На Камила е позволено да напусне манастира за кратко едва през февруари 1586 г. по случай сватбата на дъщеря ѝ Вирджиния. Това става възможно с участието на Бианка Капело, втората съпруга на Великия херцог, лошите отношения с която са основната причина за проблемите на Камила. В замяна Бианка поисква тя да прехвърли на Вирджиния правата върху вила „Льо Банке“ и всички подаръци, направени ѝ от покойния ѝ съпруг.
Здравето на Камила, вече отслабено от изпитанията, се влошава след завръщането ѝ в манастира. До смъртта на Франческо I вдовицата остава затворена в манастира. Психическото ѝ състояние става толкова критично, че през април 1587 г. дворът във Флоренция моли папата да разреши екзорсизъм върху нея. През януари 1588 г. евреин е обвинен, че прави магии на Камила. В същото време новият херцог Фердинандо I я прехвърля във вилата в Лапеджи, където честите разходки и общуването с роднините възстановяват психическото здраве на Камила. В началото на 1589 г. тя получава разрешение да има аудиенция при Великия херцог. Въпреки това, когато Фердинандо I е информиран за нейното намерение да поиска от Великия херцог да ѝ позволи да се омъжи отново, той ѝ отказва аудиенция и ѝ нарежда незабавно да се върне в манастира „Света Моника“.
Камила напуска манастира за последен път на 25 май 1589 г., за да присъства на брачната церемония на Великия херцог Фердинандо I и Кристина Лотарингска. Тя прекарва няколко дни в двореца Пити. Когато се връща в манастира, психическото ѝ състояние отново се влошава. Тя умира на 30 май 1590 г. на 44-годишна възраст е погребана в базиликата „Свети Лаврентий“ във Флоренция.

## Брак и потомство
∞ 29 март 1570 във Флоренция морганатично за Козимо I де Медичи (* 11 или 12 юни 1519, Флоренция, Флорентинско херцогство; † 21 април 1574, Велико херцогство Тоскана), последен херцог на Флоренция (1537 – 1569) и първи велик херцог на Тоскана (1537 – 1574), от когото има една дъщеря:
- Вирджиния де Медичи (; * 29 май 1568, Флоренция, Велико херцогство Тоскана; † 15 януари 1615, Модена, Херцогство Модена и Реджо), принцеса, чрез брак херцогиня на Ферара, херцогиня на Модена и Реджо, суверенна херцогиня на Карпи, херцогиня на Свещената Римска империя, херцогиня на Монтаржи и Шартър, графиня на Жизора и виконтеса на Кан, Байо и Фалез; ∞ 6 февруари 1586 за Чезаре д’Есте (* 8 октомври 1552, † 11 декември 1628), бъдещ номинален херцог на Ферара, херцог на Модена и Реджо от 1597 г., суверенен принц на Капри, принц на Свещената Римска империя, херцог на Монтаржи и Шартър, маркграф на Монтекио, граф на Жизора, виконт на Кан, Байо и Фалез, господар на Сасуоло, син на Алфонсо д'Есте, маркграф на Монтекио, и на Джулия дела Ровере, принцеса на Урбино, от когото има шест сина и четири дъщери.

- Козимо I, съпруг
- Вирджиния, дъщеря